# Wim Quist
Wim Gerhard Quist (Amsterdam, 27 oktober 1930 – aldaar, 6 juli 2022) was een Nederlands architect. Rechthoeken, driehoeken en cirkelvormen beïnvloedden zijn ontwerpen. Hij had aandacht voor de relatie tussen gebouw en omgeving, stelde de functie van het gebouw centraal, en zette zich af tegen onnodige versieringen.

## Biografie
Quist rondde in 1960 zijn studie aan de Academie van Bouwkunst in Amsterdam af. Al in 1959 werd hem de Prix de Rome toegekend en ontwierp hij voor de Gemeentewerken Rotterdam het Drinkwaterproductiebedrijf Berenplaat. In 1960 startte hij zijn eigen architectenbureau in Rotterdam.
Hij ontwierp onder meer de witte waterbollen aan de Anton Coolenlaan in Eindhoven, gebouwd in 1970, een nieuwe vleugel voor het Kröller-Müller Museum in Otterlo in 1977, het Museon in Den Haag in 1985, de nieuwe Rotterdamse Schouwburg (bijgenaamd De kist van Quist) in 1988 en het Museum Beelden aan Zee in Scheveningen, dat in 1994 werd geopend. Een beeldbepalend werk is het kantoorgebouw Willemswerf, een rechthoekig gebouw dat wordt doorsneden door een lange diagonaal. Ook de drinkwateropslagplaats bij de Brienenoordbrug in de vorm van waterdruppels was van zijn hand.
Tevens ontwierp hij de Benno Premselabrug in 2004 en de Uyllanderbrug in 2012 in Amsterdam.
Quist ontwierp ook meubels.
Hij was hoogleraar aan de Technische Universiteit Eindhoven van 1968 tot 1975. Daarna was hij Rijksbouwmeester in de periode 1975-79. Van 1988 tot 1994 was hij bijzonder hoogleraar in het bijzonder architectonisch ontwerpen aan de Universiteit van Amsterdam.
In 1995 werd het bureau van Quist samengevoegd met Architektenburo Wintermans tot Quist Wintermans Architekten.
Over Wim Quist verscheen een aantal monografieën door architectuurhistoricus Auke van der Woud, alle met fotografie van Kim Zwarts, vormgegeven door Reynoud Homan, uitgegeven door nai010 uitgevers, gericht op architectuur, kunst, design en fotografie.
In 1984 wijdde het Noord-Brabants Museum de tentoonstelling Quist, architect, 20 jaar activiteit aan zijn werk.
In 2021 spande hij een rechtszaak aan tegen drinkwaterbedrijf Evides dat een kantoor liet ontwerpen tegen het dienstgebouw op het complex van Kralingen, een oorspronkelijk ontwerp van Wim Quist. De rechter stelde een inbreuk op zijn auteursrecht vast en beval Evides met hem te overleggen.
Quist werd 91 jaar oud.

## Fotogalerij
Galerij met werken van Wim Quist in chronologische volgorde.

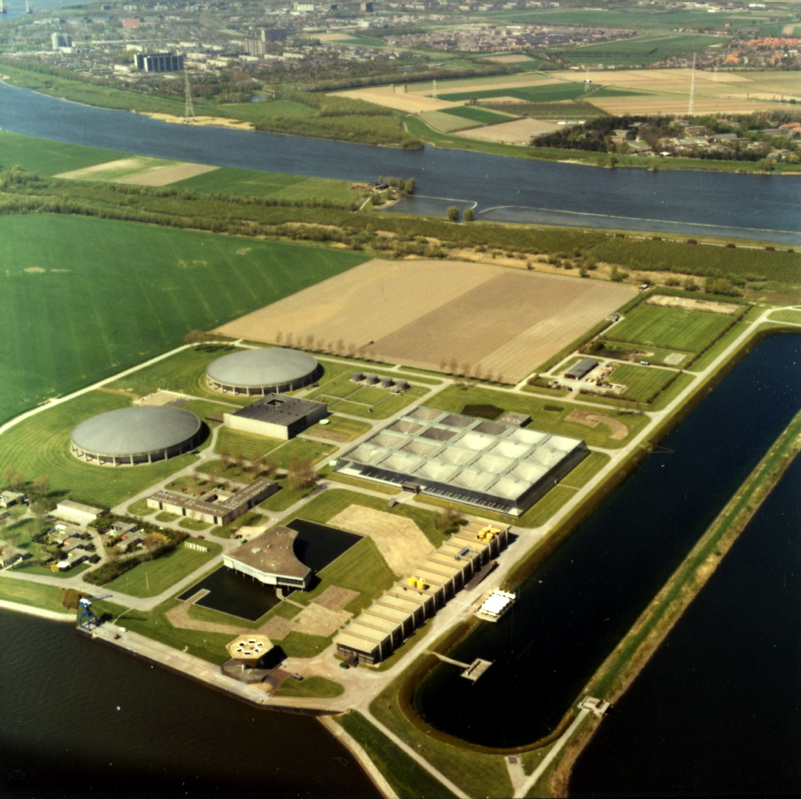
1959-1965 Waterleidingbedrijf Beerenplaat, Spijkenisse
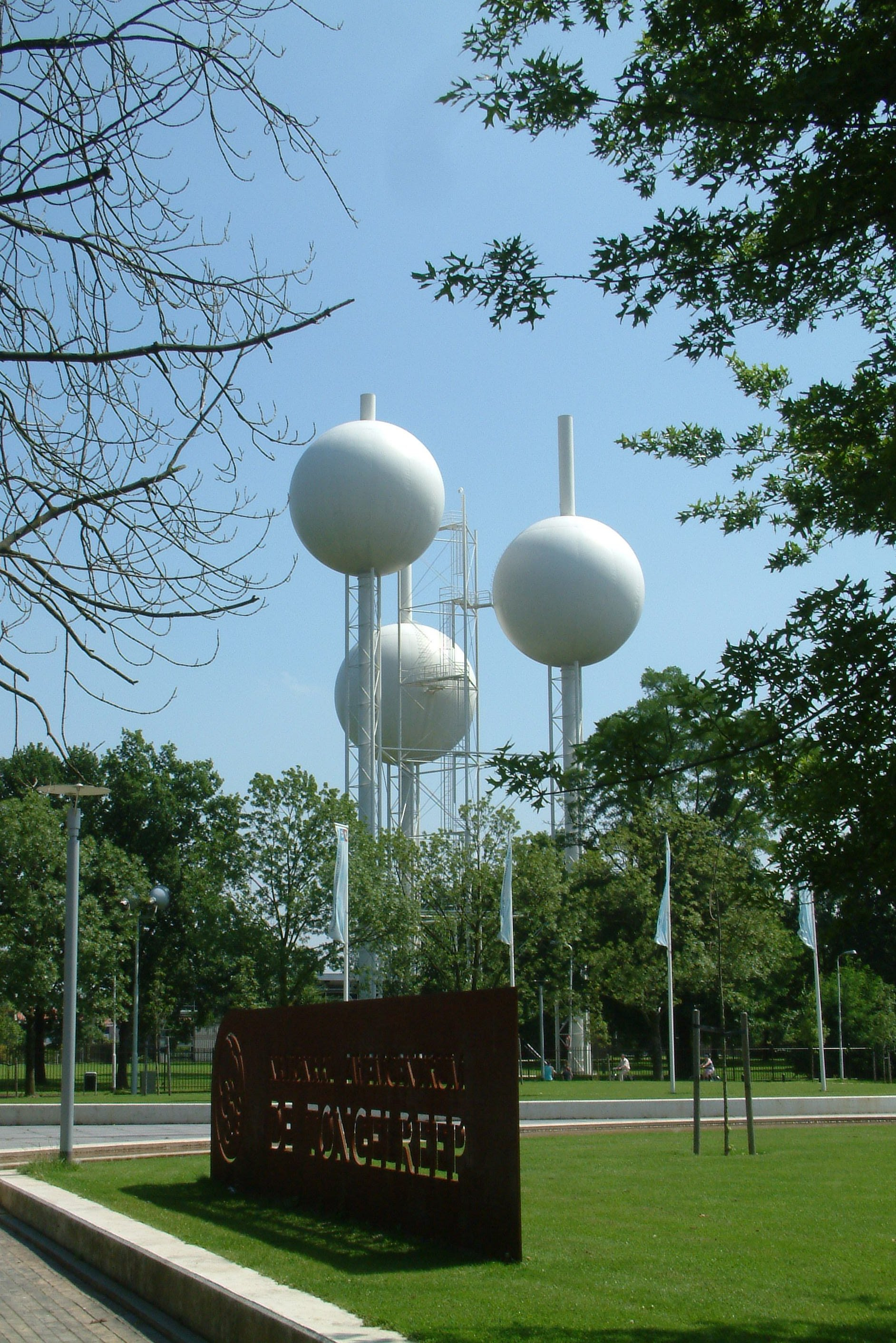
1968-1970 Watertorens Eindhoven
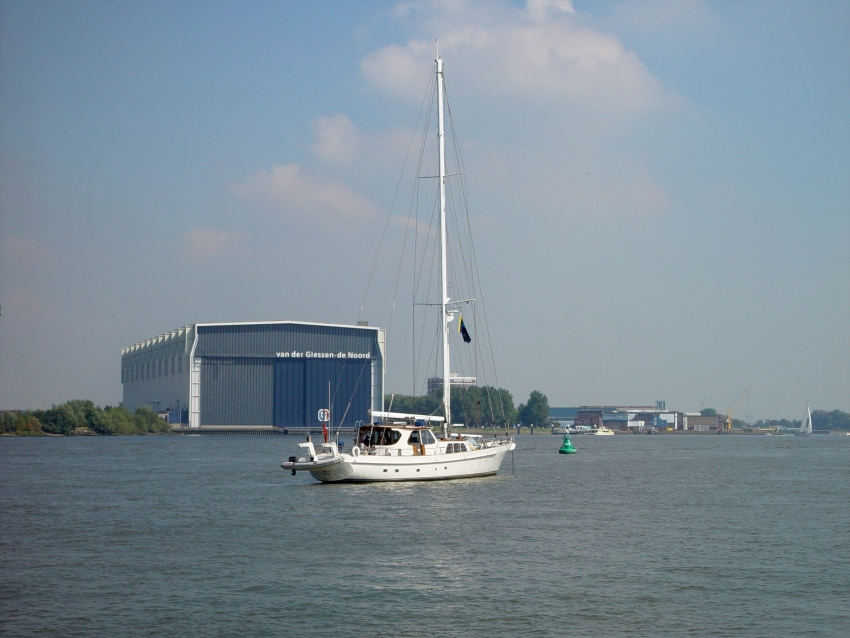
1978-1982 Scheepsbouwloods Van der Giessen-de Noord, Krimpen aan den IJssel
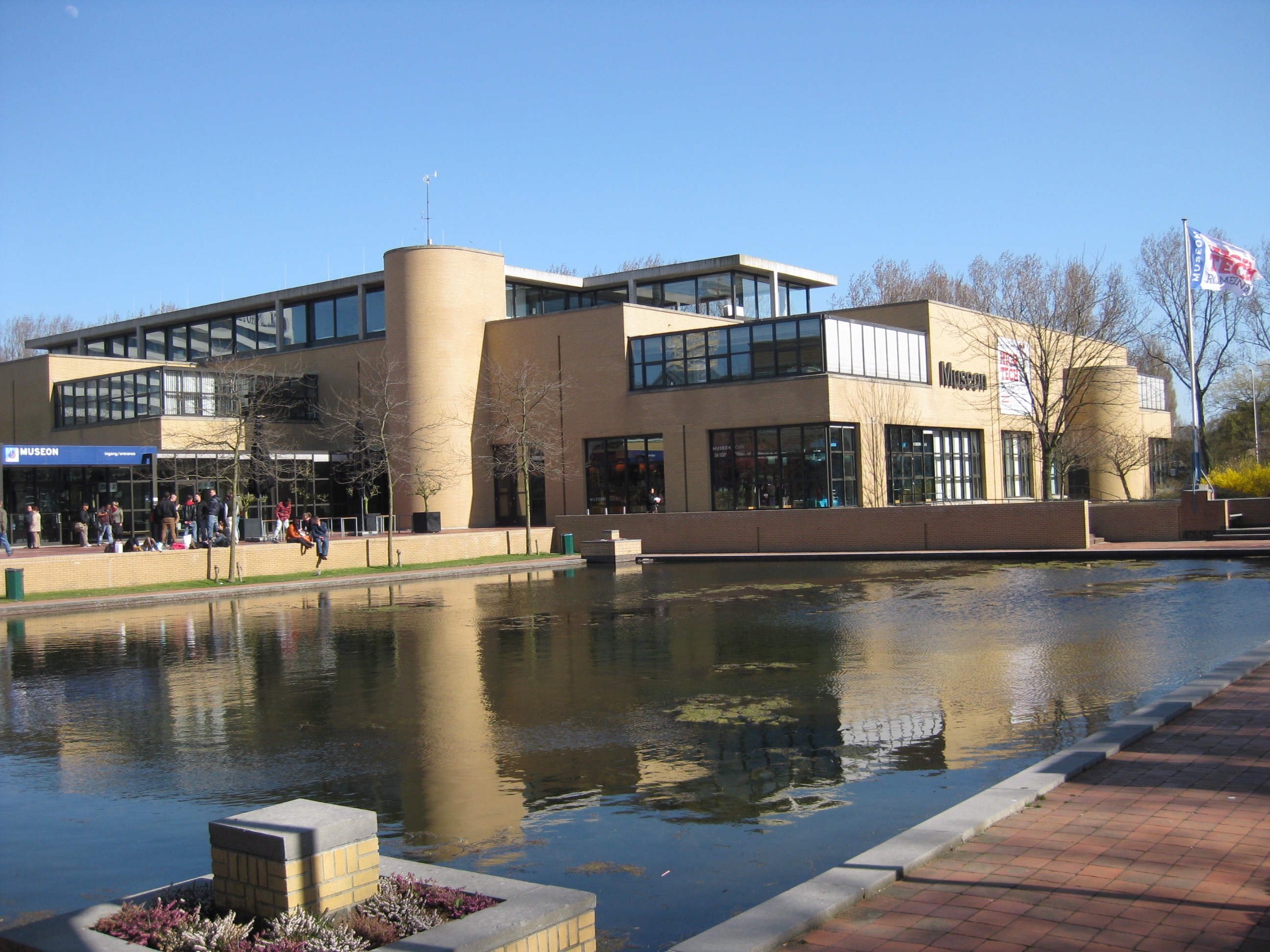
1980-1985 Museon, Den Haag
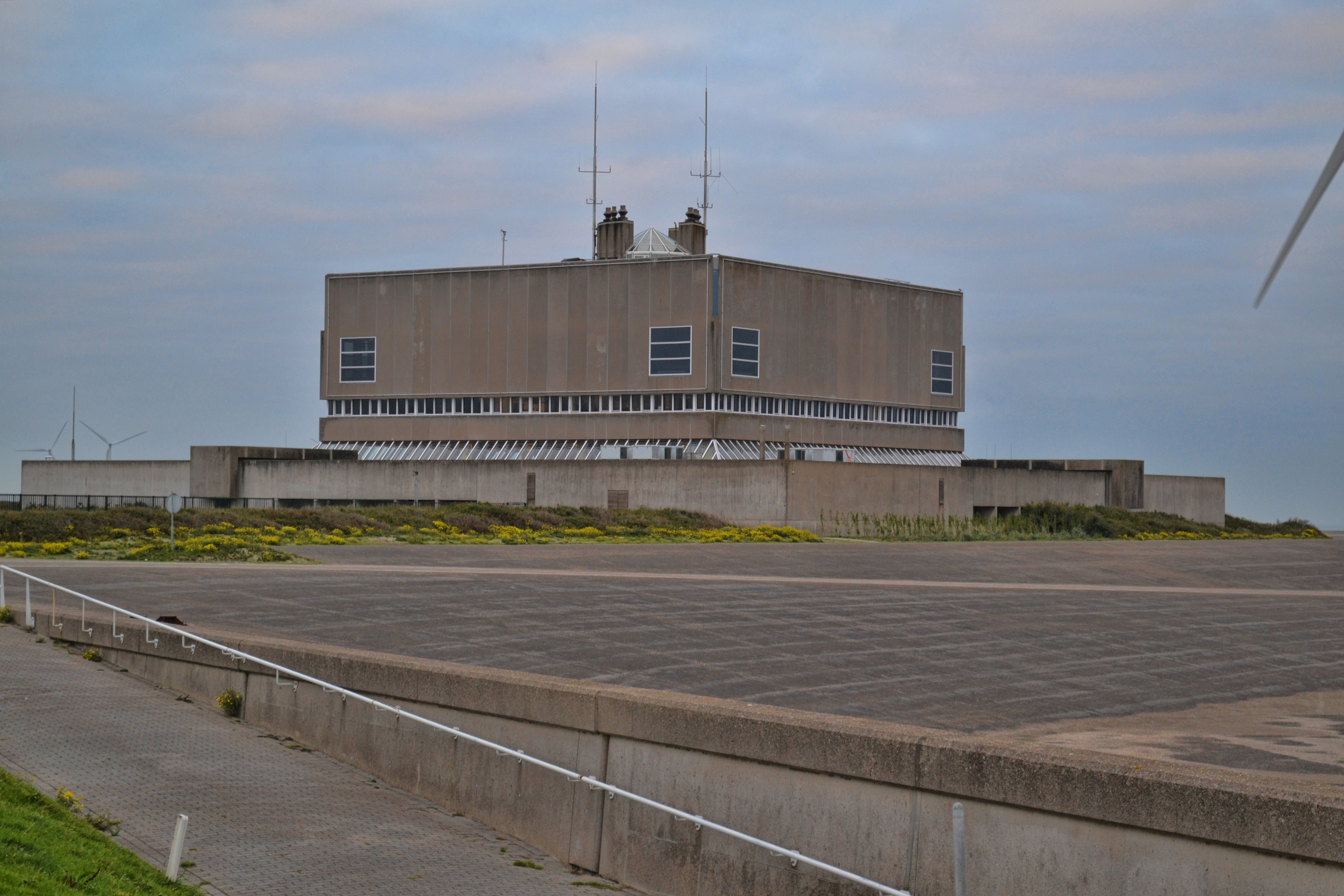
1980-1985 Ir. J.W. Tops-huis, Neeltje Jans
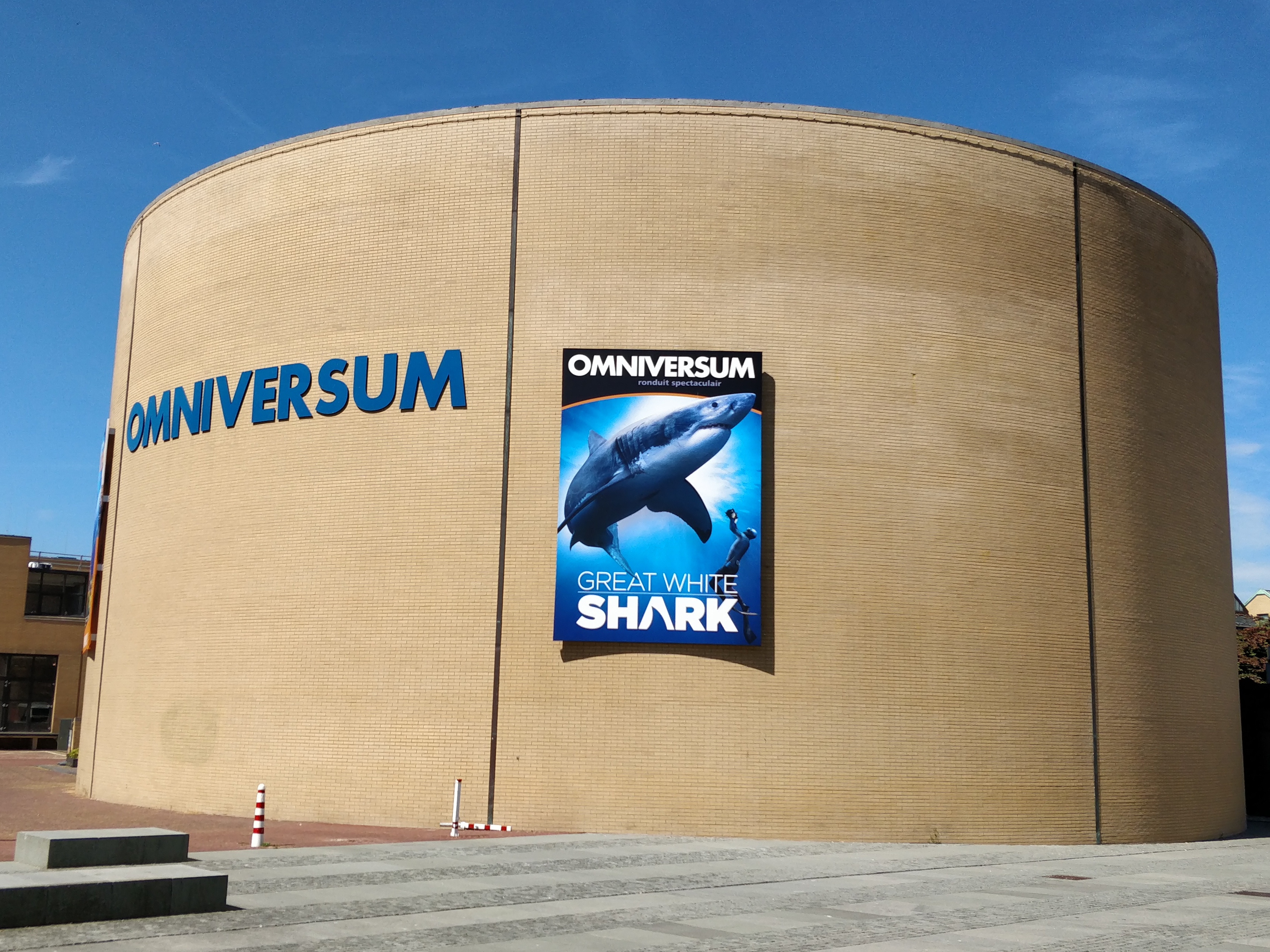
1983-1985 Omniversum, Den Haag
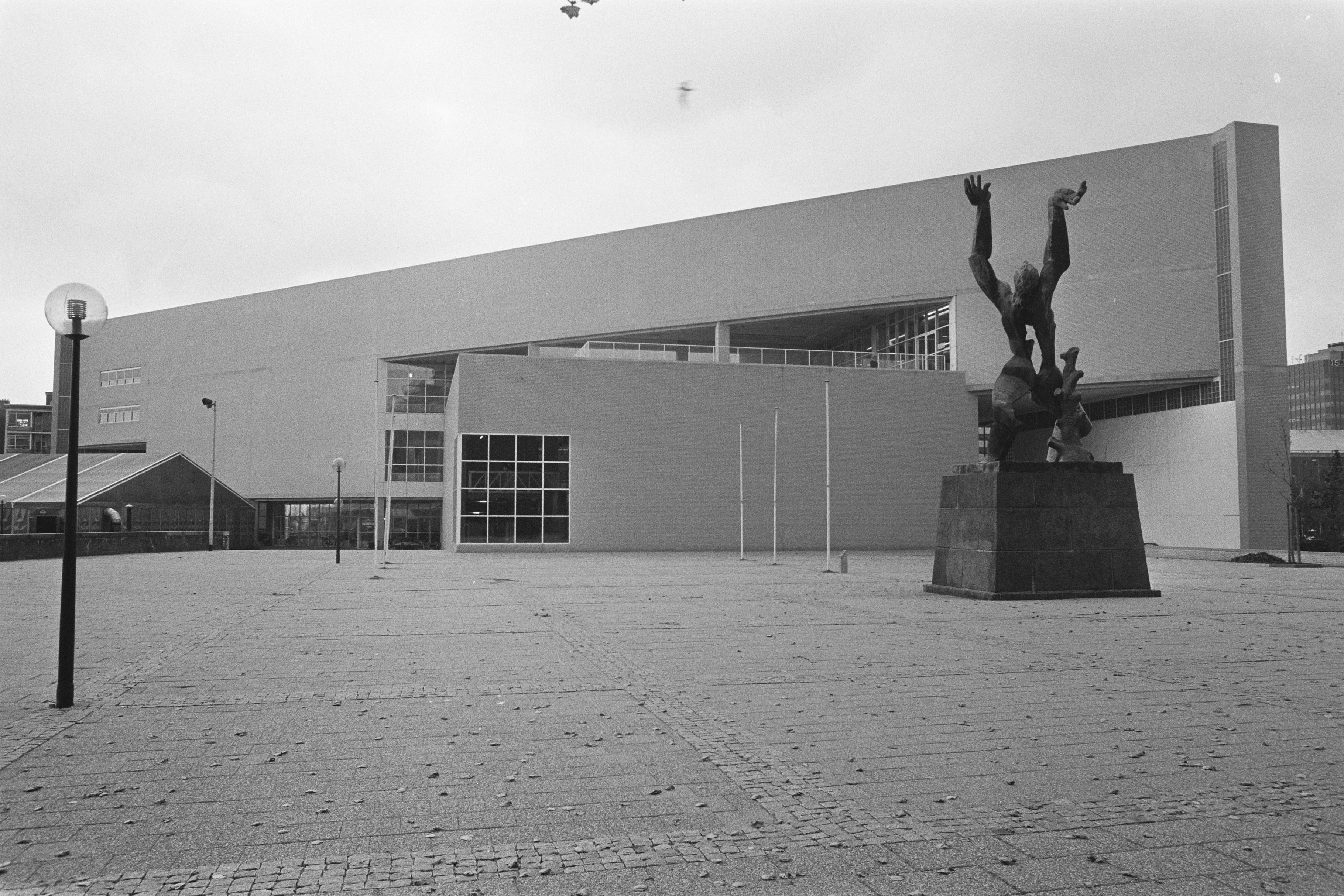
1981-1986 Maritiem Museum Rotterdam, Rotterdam
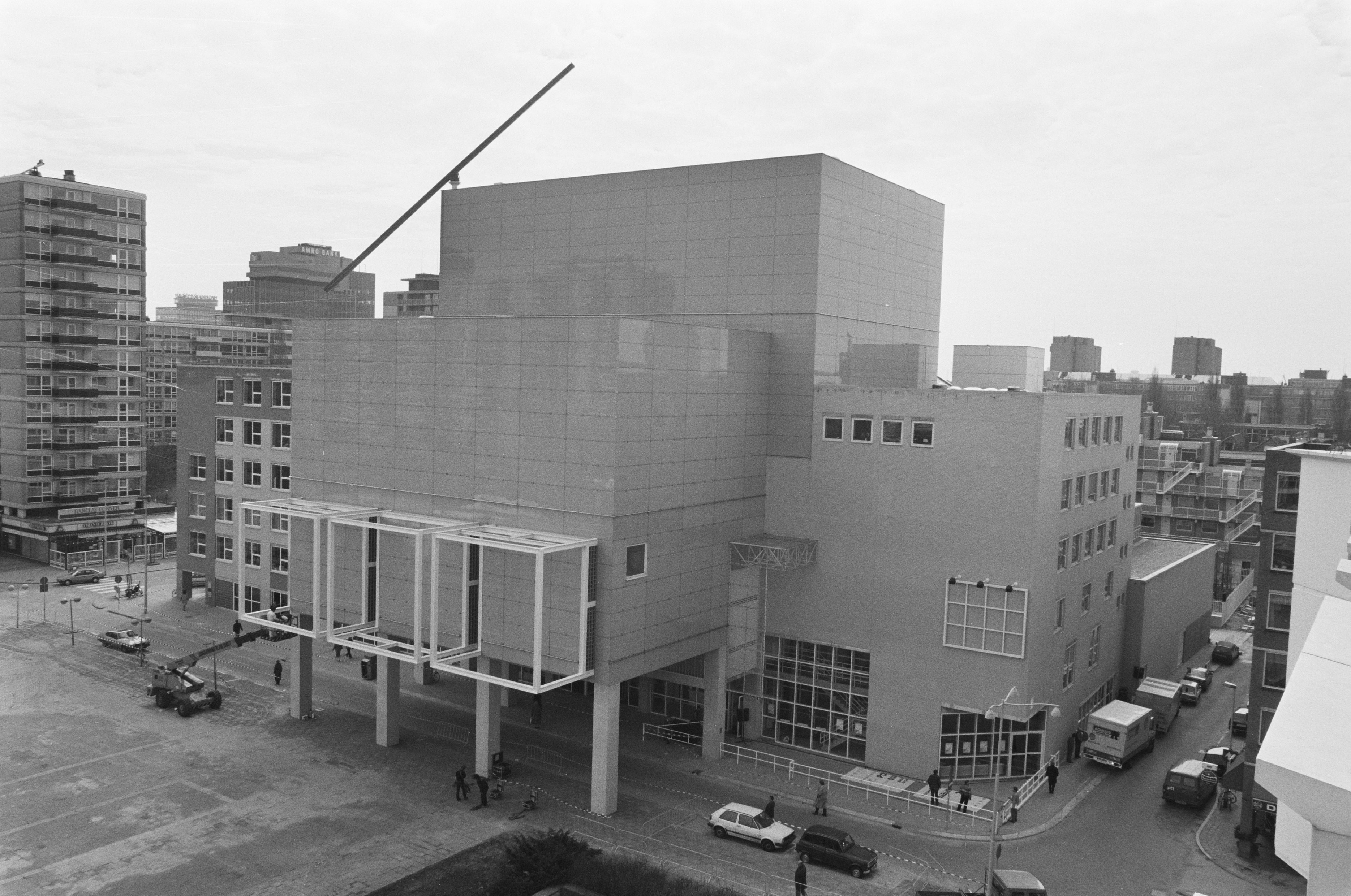
1982-1988 Rotterdamse Schouwburg, Rotterdam
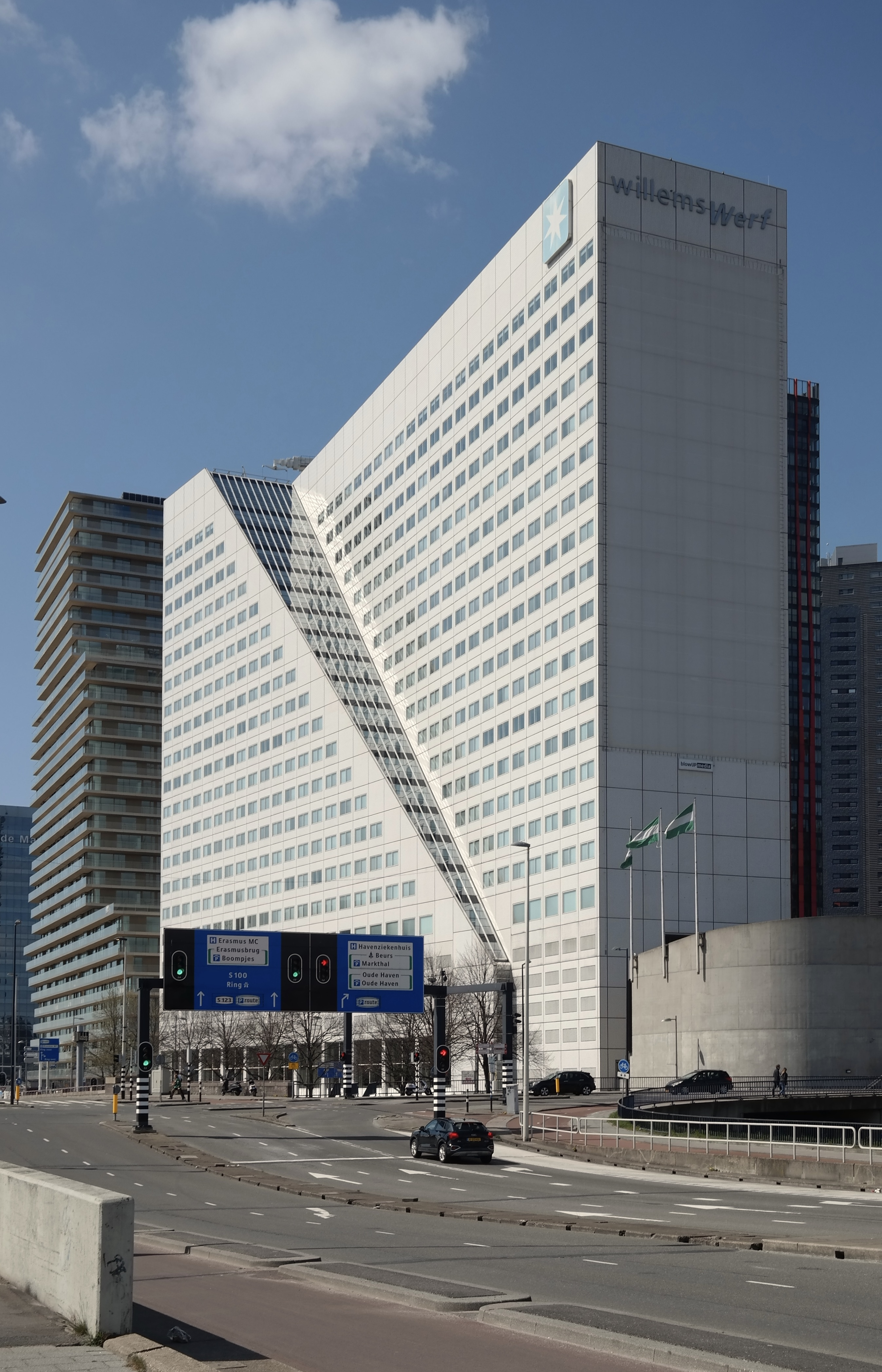
1983-1989 Kantoorgebouw Willemswerf, Rotterdam
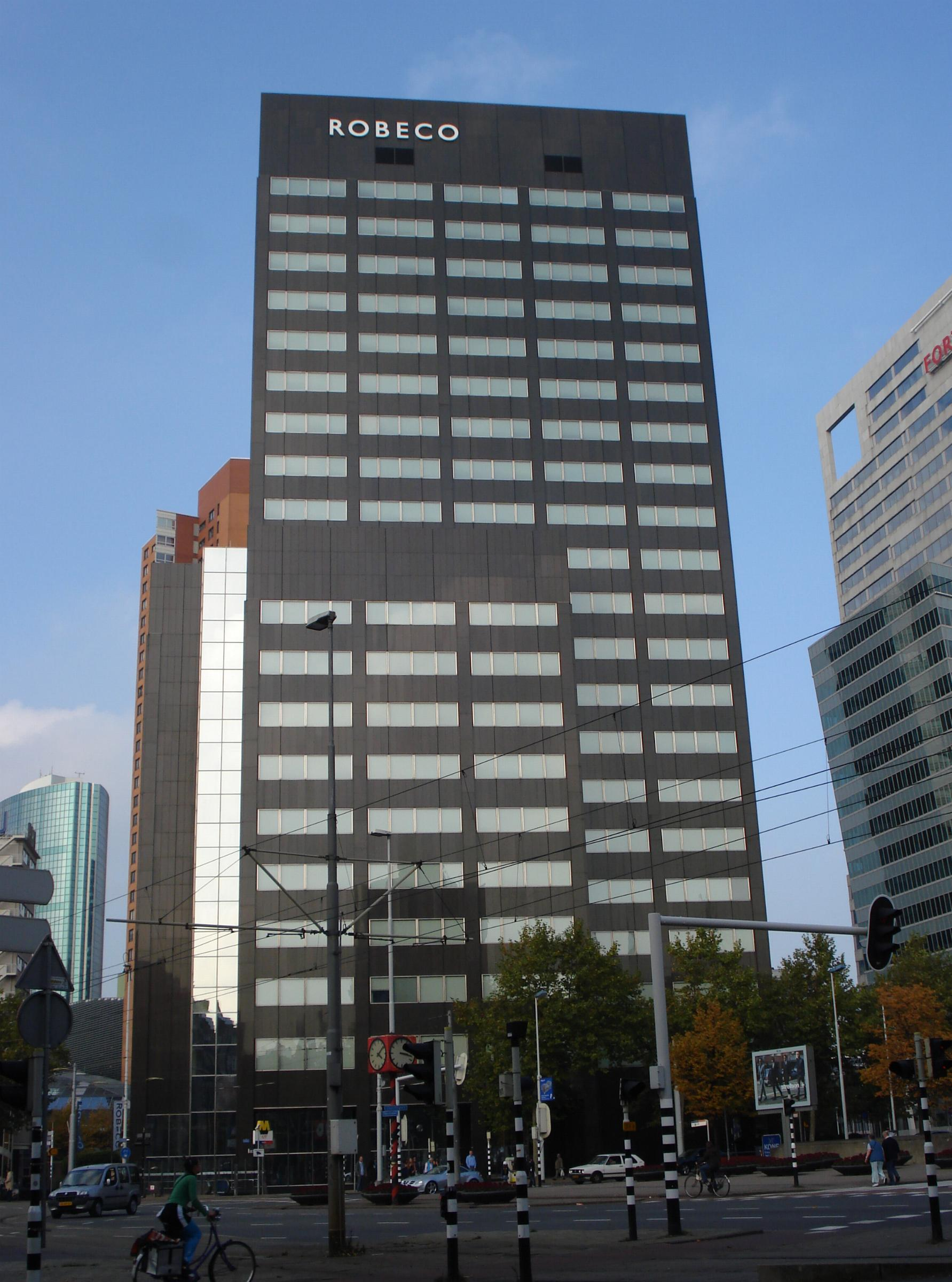
1988-1991 Robecotoren, Rotterdam
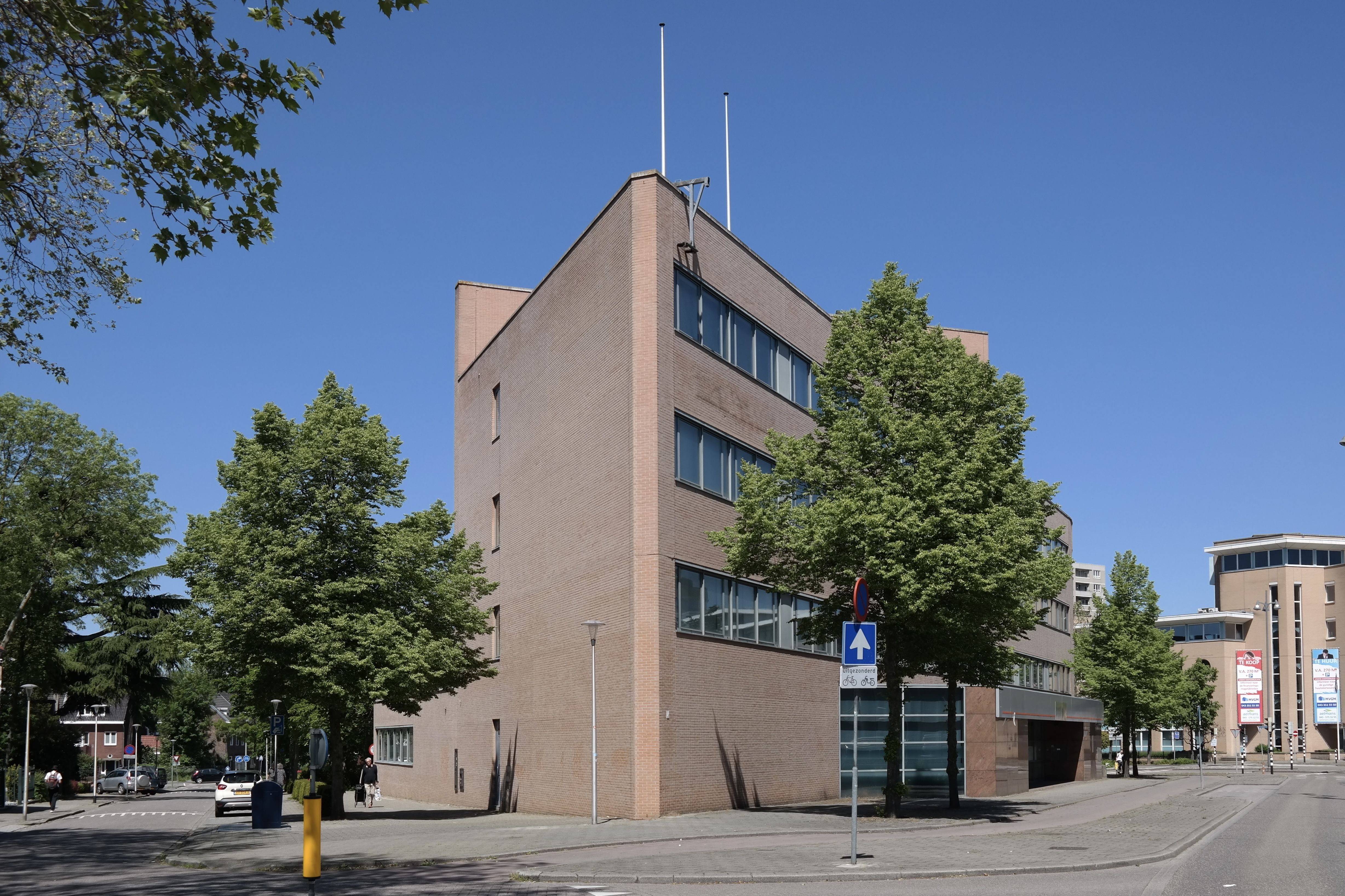
1991-1992 Kantoorgebouw Geerstraat, Heerlen
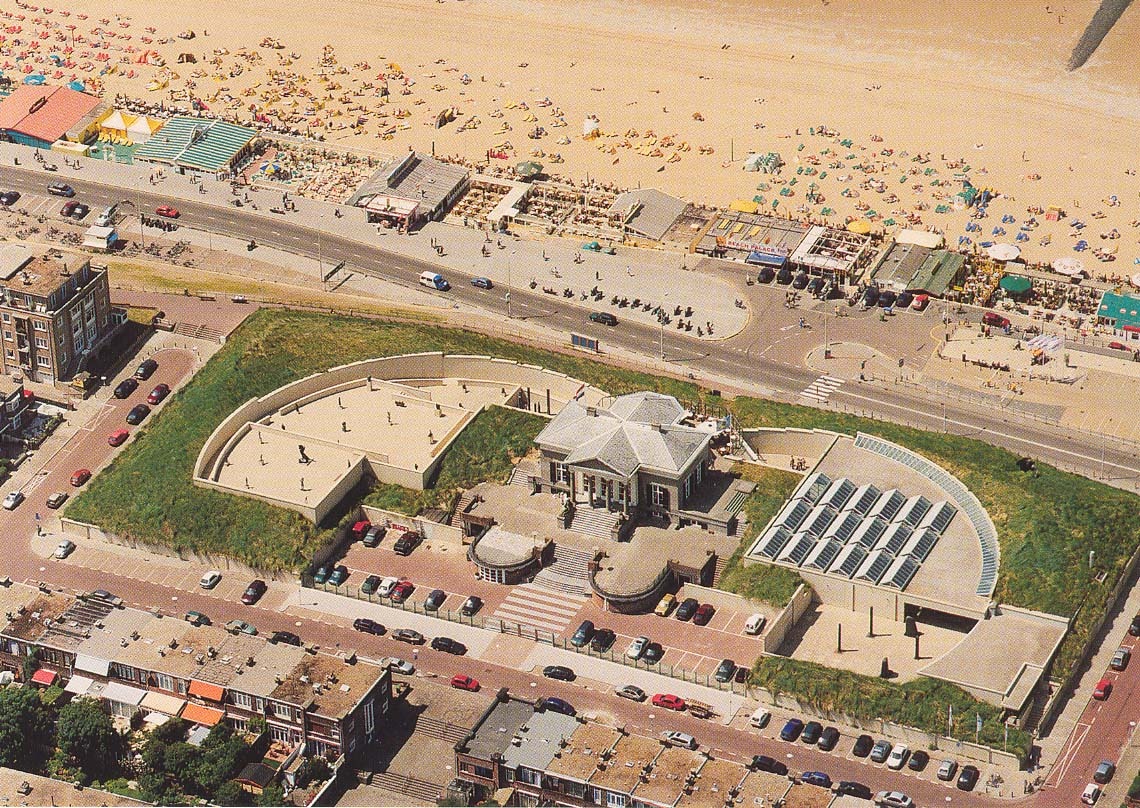
1990-1994 Museum Beelden aan Zee, Scheveningen
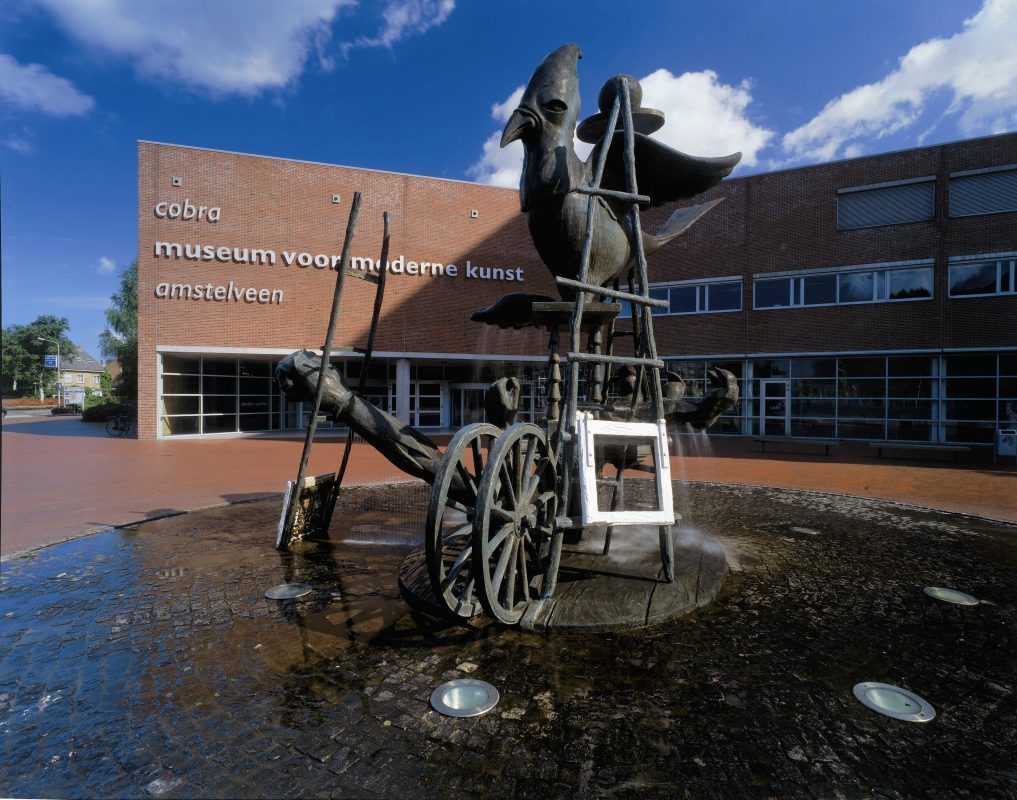
1992-1995 Cobra Museum, Amstelveen
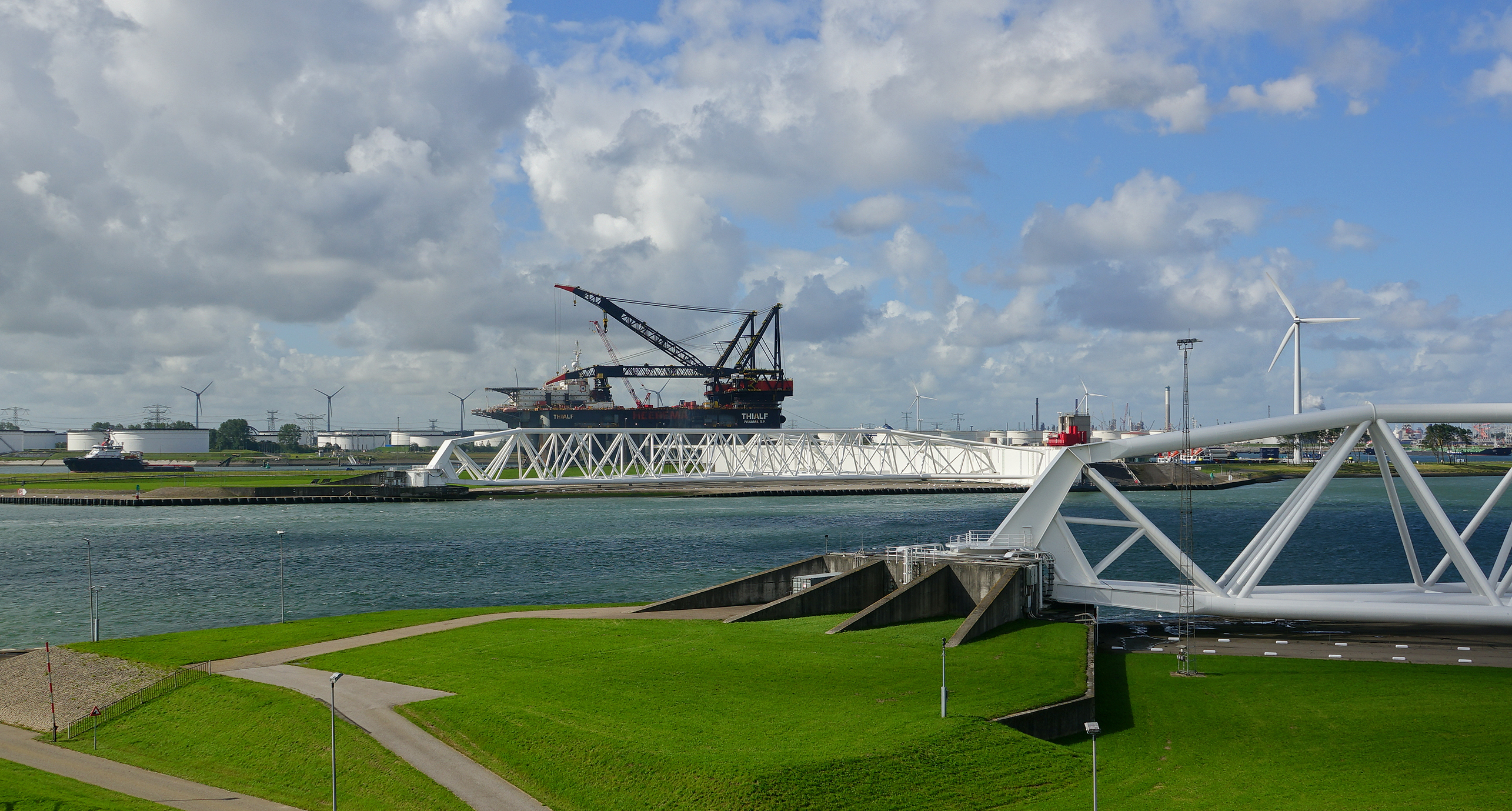
1987-1997 Maeslantkering, Hoek van Holland
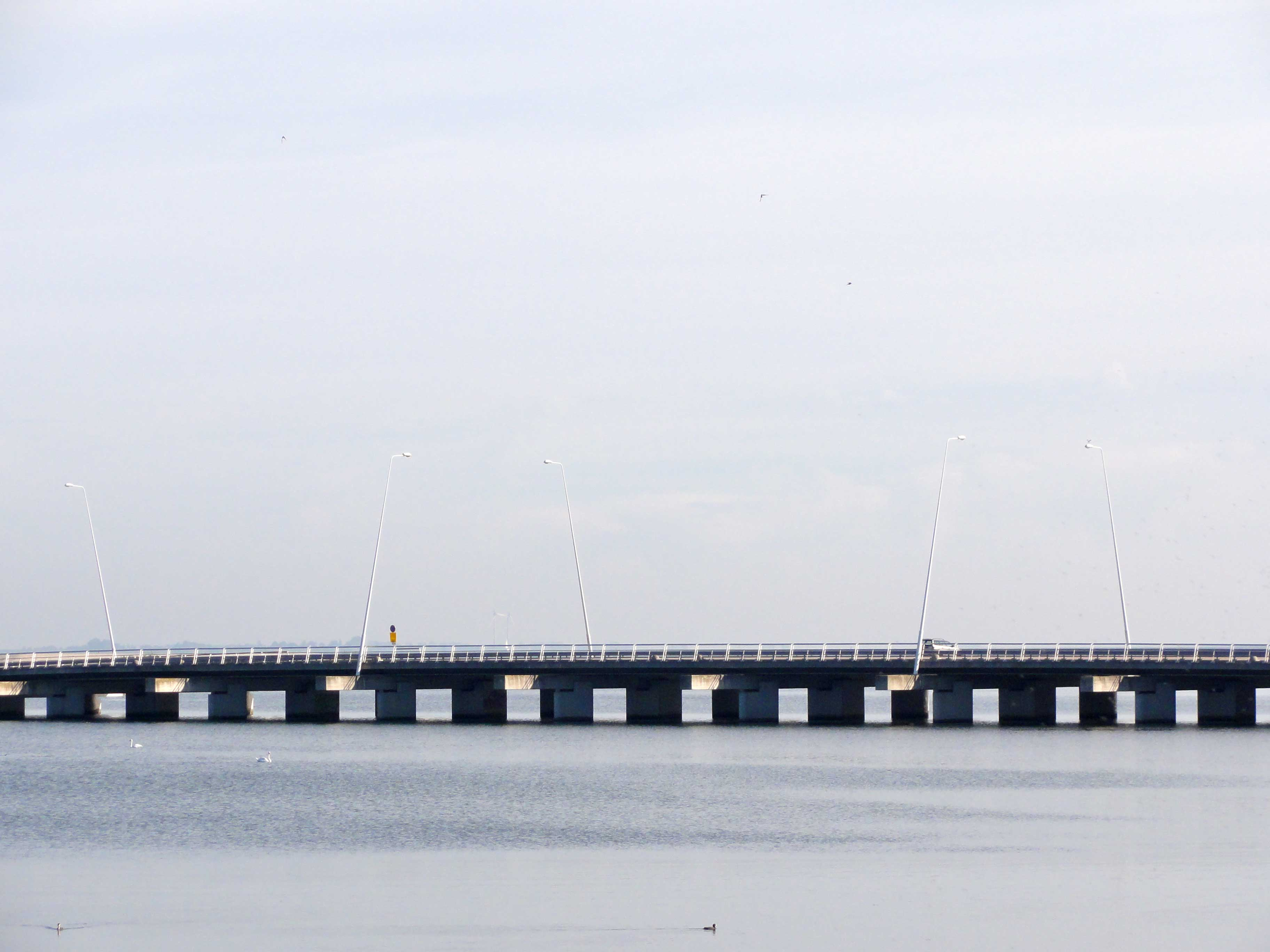
2004 Benno Premselabrug, Amsterdam
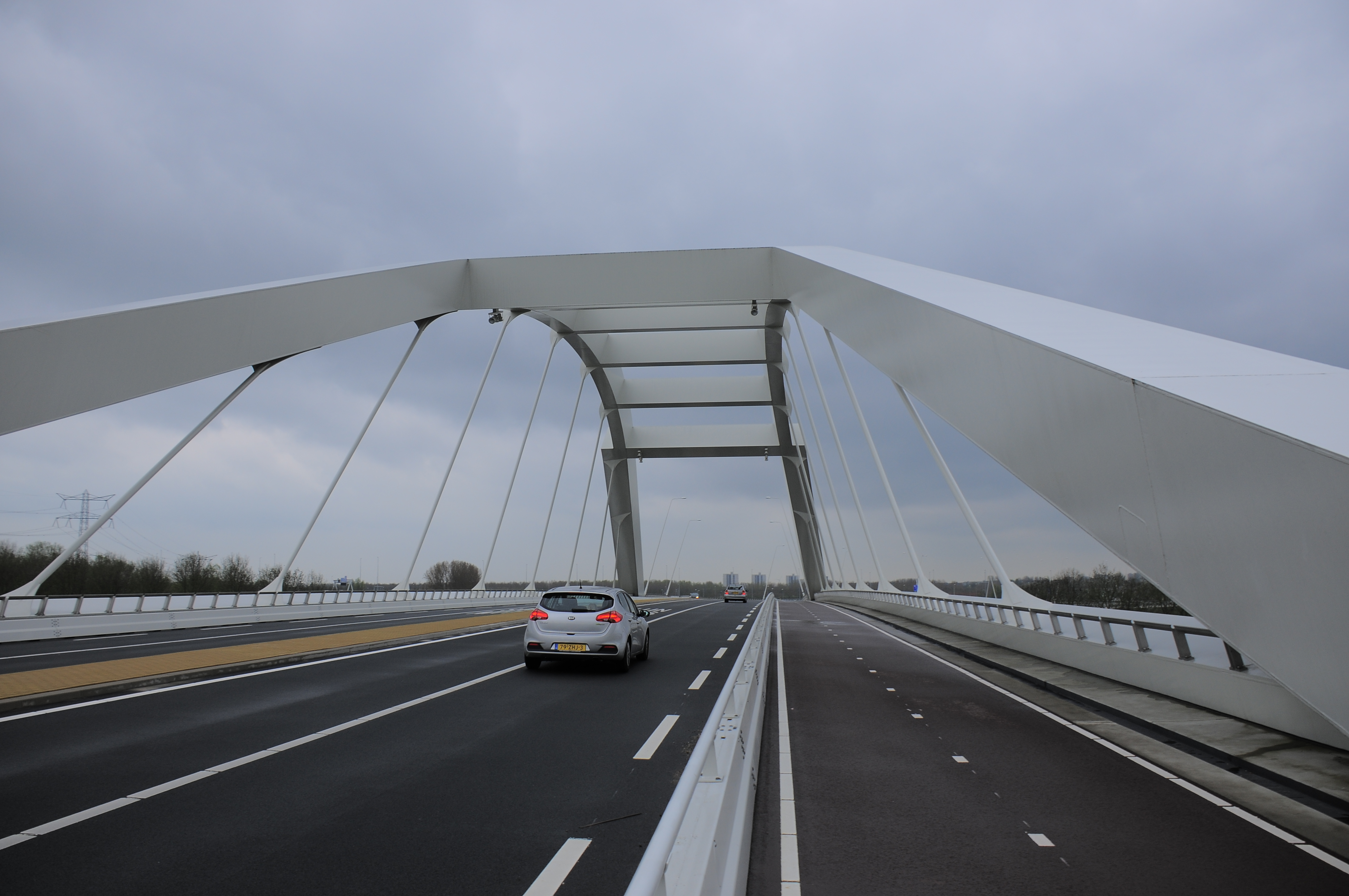
2012-2014 Uyllanderbrug, Amsterdam

## Onderscheidingen
- Prix de Rome (1958) 2de prijs bouwkunst[8]
- A.J. van Eckprijs (1970)
- BNA-kubus (1986)
- David Roëllprijs (1989)
- Oeuvreprijs Fonds BKVB (2007)